# 1ª Divisione corazzata "M"
La 1ª Divisione corazzata CC.NN. "M" fu una divisione corazzata italiana della MVSN attiva nel 1943, durante la seconda guerra mondiale. Fu rinominata 136ª Divisione corazzata legionaria "Centauro" a seguito della caduta del regime fascista, e incorporata nel Regio Esercito.

## Storia
La 1ª Divisione corazzata di Camicie Nere "M" (ove la "M" stava per Mussolini) venne costituita a partire dal maggio 1943 a partire dai pochi superstiti dei Battaglioni M della MVSN rimpatriati dalla Russia, per costituire una nuova divisione corazzata che doveva rappresentare una divisione d'élite di fedelissimi al regime fascista, equipaggiata con gli armamenti e i mezzi più moderni disponibili e in cui raggruppare gli elementi ritenuti politicamente più fidati e militarmente più efficienti. Al comando era posto il console generale Alessandro Lusana.
Al momento della caduta del regime fascista (25 luglio 1943) e del conseguente arresto di Benito Mussolini, la Divisione "M" si trovava a nord di Roma ancora in fase di addestramento e gli ufficiali comandanti non si opposero al cambiamento istituzionale.
Con l'intento di eliminare la connotazione fascista e riportarla sotto il controllo del nuovo governo presieduto dal generale Pietro Badoglio, dopo essere stata inizialmente definita Divisione Corazzata Legionaria, l'Unità militare il 27 luglio 1943 fu definitivamente rinominata 136ª Divisione legionaria corazzata "Centauro" (recuperando il nome glorioso della distrutta Divisione "Centauro") e posta sotto il comando del generale Giorgio Carlo Calvi di Bergolo, genero del re Vittorio Emanuele III, che mise in atto un'integrazione della divisione nella struttura del Regio Esercito e una drastica epurazione degli elementi più marcatamente fascisti.
Nei primi giorni di settembre la Divisione venne integrata nel Corpo d'Armata Motocorazzato, comandato dal generale Giacomo Carboni, dislocato nell'ambito della cintura difensiva predisposta a protezione di Roma dal possibile attacco da parte delle truppe tedesche.
A seguito dell'armistizio dichiarato l'8 settembre 1943, nonostante i combattimenti che seguirono tra truppe italiane e tedesche a difesa della Capitale, la Divisione, ritenuta inaffidabile dal punto di vista politico dal suo stesso comandante venne lasciata inattiva fino al 10 settembre, giorno della resa delle truppe italiane.

## 1ª Divisione Corazzata di Camicie Nere "M"

### Organico divisionale
La divisione era originariamente prevista con il seguente organico:
Comando e compagnia comando
Compagnia Carabinieri (del Regio Esercito)
Nucleo Movimento Stradale (con personale della Milizia della Strada)
306° Ufficio Posta Militare (con personale della Milizia Postelegrafonica)
Autoreparto Divisionale
Gruppo Carri "M" "Leonessa", su :
1ª Compagnia carri su 12 Panzer IV Ausf. G
2ª Compagnia carri su 12 Panzer III Ausf. N
3ª Compagnia semoventi su 12 Sturmgeschütz III Ausf. G
Gruppo di Battaglioni "M" "Tagliamento"
LXIII Battaglione d'Assalto "M"
LXXIX Battaglione d'Assalto "M"
XLI Battaglione Armi d'Accompagnamento "M"
Gruppo di Battaglioni "M" "Montebello"
VI Battaglione d'Assalto "M"
XXX Battaglione d'Assalto "M"
XII Battaglione Armi d'Accompagnamento "M"
Raggruppamento Artiglieria "M" "Valle Scrivia" su :
I Gruppo (su 3 batterie, cad. su 4 pezzi FlaK 37 da 88/56 a traino meccanizzato)
II Gruppo (su 3 batterie, cad. su 4 pezzi FlaK 37 da 88/56 a traino meccanizzato)
Battaglione Guastatori
Reparto misto Genio, su:
Compagnia artieri
Compagnia telegrafisti
1ª Compagnia radiotelegrafisti
2ª Compagnia radiotelegrafisti
Nucleo Sanità
Nucleo Sussistenza
Ufficio Commissariato

### La vita operativa
La Divisione nacque per un accordo con l'alleato germanico per la costituzione di una divisione corazzata della Milizia Volontaria per la Sicurezza Nazionale (MVSN), agli ordini diretti del Duce. Himmler in persona garantì che i materiali necessari all'armamento della divisione sarebbero stati forniti dalla Germania.
Al comando era posto il console generale Alessandro Lusana.
I materiali necessari ad armare la divisione giunsero a Chiusi ai primi di maggio 1943, insieme a un nucleo addestrativo tedesco per l'istruzione delle reclute italiane. Il comando della divisione fu assegnato al console generale Lusana della MVSN. I materiali forniti erano quanto di meglio fosse al momento disponibile nella Wehrmacht, in particolare i carri erano 12 Panzer IV Ausf. G e 12 Panzer III Ausf. N, i semoventi erano 12 Sturmgeschütz III Ausf. G e l'artiglieria antiaerea era composta da 24 cannoni da 88 mm FlaK.
L'addestramento dell'unità iniziò abbastanza a rilento, sia per le difficoltà di tenere la disciplina in reparti disomogenei come quelli che formavano la divisione, sia anche per attriti con il Regio Esercito, che non vedeva di buon occhio la costituzione di una divisione orientata politicamente e fornita di un armamento nettamente superiore alle altre divisioni italiane (notare che, in quel periodo l'unica divisione corazzata italiana, oltre alla "M" era l'Ariete II, ancora in approntamento e fornita di M15/42, nettamente inferiori ai PzKpfw IV G). Per questi motivi fu soltanto il 2 giugno 1943 che lo Stato Maggiore dell'Esercito emanò il foglio d'ordini per la costituzione della divisione.
Nonostante le insistenze di Mussolini perché la divisione fosse inviata quanto prima in Sicilia a contrastare lo sbarco alleato, gli istruttori tedeschi ebbero buon gioco a dimostrare l'insufficienza dello stato di approntamento dell'unità. Per questi motivi il 25 luglio la divisione era ancora impegnata in attività di addestramento nella zona di Campagnano, vicino a Roma.
Dopo la destituzione e l'arresto di Mussolini (25 luglio 1943), avendo constatato che la Divisione non aveva intenzione di contrastare il "fatto compiuto" della caduta del fascismo, la divisione venne brevemente rinominata "Divisione Corazzata Legionaria" e successivamente (27 luglio 1943) "136ª Divisione legionaria corazzata "Centauro".

## 136ª Divisione legionaria corazzata "Centauro"

### Organico divisionale
Gli organici furono inizialmente modificati solo nel cambio di denominazione dei reparti esistenti. Le componenti aggiuntive, costituite dal XIX Battaglione carri e dal 18º Reggimento esplorante corazzato bersaglieri furono assegnate alla divisione solo nell'imminenza della proclamazione dell'armistizio dell'8 settembre 1943 e non furono mai concretamente integrate nella struttura divisionale.
Comando e compagnia comando
Compagnia Carabinieri
Nucleo Movimento Stradale
306° Ufficio Posta Militare
Autoreparto Divisionale
131º Reggimento fanteria Carrista, su:
Gruppo Carri "Leonessa"
XIX Battaglione Carri (M15/42)
Reggimento Legionario Motorizzato (ex Gruppi di Battaglioni "M" "Tagliamento" e "Montebello")
136º Reggimento Artiglieria Corazzata (ex Raggruppamento Artiglieria "Valle Scrivia")
136º Battaglione misto Genio, su:
Compagnia artieri
Compagnia telegrafisti
Compagnia radiotelegrafisti
Sezione fotoelettricisti
18º Reggimento bersaglieri (in configurazione di R.E.Co. - Raggruppamento Esplorante Corazzato), su:
Comando e Plotone Comando
LXVIII Battaglione Bersaglieri, su:
Comando e Plotone Comando
1ª Compagnia autoblindo (AB41)
2ª Compagnia carri (L6/40)
3ª Compagnia carri (L6/40)
4ª Compagnia motociclisti
LXIX Battaglione Bersaglieri, su:
Comando e Plotone Comando
5ª Compagnia semoventi (Sem.L40 da 47/32)
6ª Compagnia contraerea (20/65 mod.35 autocarrati)
Nucleo Sanità
Nucleo Sussistenza
Ufficio Commissariato

### La vita operativa
Nei primi giorni di settembre la Divisione fu assegnata al Corpo d'Armata Motocorazzato (CAM), destinato alla difesa di Roma dai possibili attacchi tedeschi. Considerando che la direttrice della 3. Panzergrenadier-Division per un eventuale attacco su Roma passava proprio per la zona dove era dislocata la Centauro e mancando ancora la fiducia nella fedeltà alla corona della divisione, lo Stato Maggiore provvide a trasferirla nella zona fra Lunghezza e Tivoli. Il trasferimento, dato che lo Stato Maggiore temeva che gli elementi legati al regime prendessero la mano agli ufficiali, fu effettuato con le postazioni di artiglieria della cintura difensiva di Roma in stato di allarme e i cannoni puntati sui mezzi della divisione, anche se poi il trasferimento avvenne senza problemi, a parte quelli di traffico, e il morale della truppa ne risentì.
Per diluire la componente di cui si sospettava la simpatia nei confronti del regime fascista fu deciso di inserire nell'organico divisionale il 18º reggimento Bersaglieri Corazzati ed il XIX battaglione Carri M (tali reparti arrivarono alla divisione solo il 9 settembre, quindi non furono mai integrati effettivamente). Inoltre si provvide a far ruotare gli ufficiali con elementi di sicura fede monarchica.
Tuttavia l'affidabilità della divisione rimase fortemente dubbia: il 3 settembre 1943, nel corso di un rapporto tenuto dal generale Carboni, comandante del Corpo d'Armata di Manovra, il generale Calvi di Bergolo indicò esplicitamente che "... in caso di emergenza, una emergenza facilmente intuibile dopo l'esame della situazione fatta dall'Eccellenza Carboni, sulla Centauro si potrà fare un assegnamento relativo: la Centauro è pronta a sparare contro gli angloamericani e i comunisti, ma contro i tedeschi non aprirà mai il fuoco". Di conseguenza il giorno 6 settembre la divisione ebbe l'ordine verbale, confermato per iscritto due giorni dopo, di difendere l'aeroporto di Guidonia, allontanandola così dal perimetro difensivo di Roma. Il giorno 7 fu stabilita inoltre la sostituzione al comando di Calvi di Bergolo con il suo vicecomandante, il generale Oscar Gritti.
L'8 settembre la "Centauro" fu messa in stato d'allarme dal comando del CAM e assunse il conseguente dispositivo di sicurezza. Il comportamento della Divisione il giorno 10 settembre è stato oggetto di aspre polemiche, dato che nel per altro controverso memoriale del generale Carboni relativo alla difesa di Roma viene indicato un preciso ordine dato alle 10.30 alla divisione di marciare in appoggio alla Divisione "Granatieri di Sardegna", impegnata a Porta San Paolo, ordine la cui emanazione fu assolutamente negata dal generale Calvi di Bergolo, portando anche testimonianze relative alla circostanza; in ogni caso la Divisione non si mosse dall'acquartieramento e non prese alcuna parte attiva ai combattimenti.
Il 13 settembre iniziò il disarmo della Divisione da parte dei tedeschi, assieme a quello delle altre unità italiane già assegnate alla difesa di Roma (con l'eccezione della divisione "Piave"). I materiali di origine germanica, ovvero i 36 carri, 24 cannoni e gli automezzi forniti dalla Wehrmacht e inquadrati dalla divisione, furono tutti rilevati da unità tedesche e successivamente utilizzati sul fronte di Anzio e di Cassino.

## Mostrine della 1ª Divisione corazzata "M"

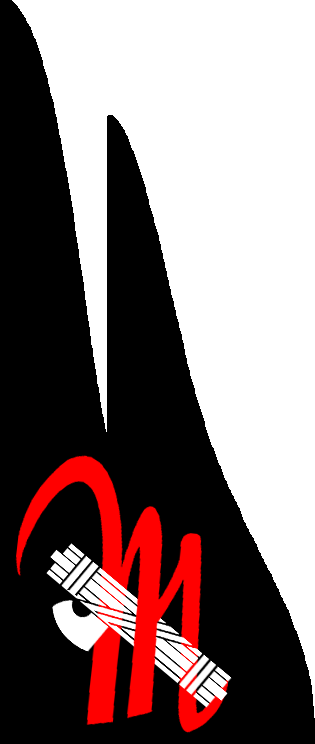
Battaglioni M
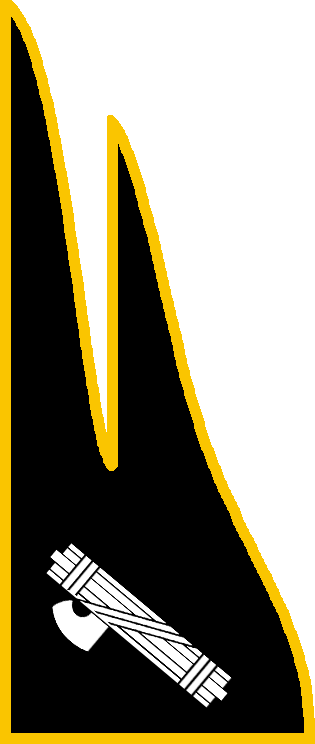
Artiglieria
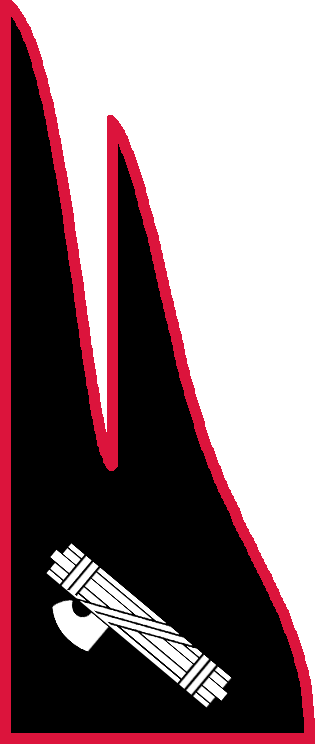
Genio
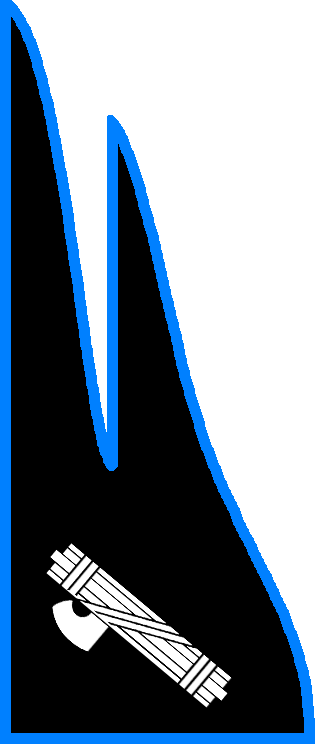
Automobilisti
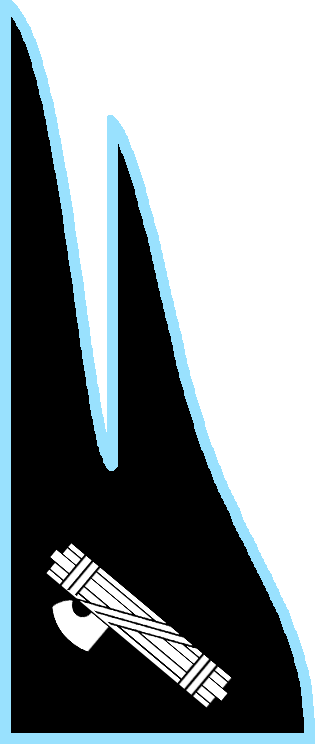
Sussistenza
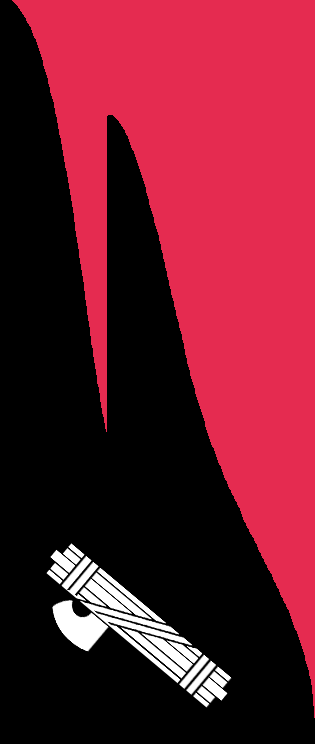
Sanità